# Nachal ha-Ec
Nachal ha-Ec (hebrejsky נחל העץ) je vádí na Západním břehu Jordánu v Judských horách.
Začíná v nadmořské výšce okolo 900 metrů na hřebenu Judských hor na Západním břehu Jordánu severozápadně od izraelské osady Alon Švut v regionu Guš Ecion. Vede pak k severozápadu, přičemž se rychle zahlubuje do okolního terénu. Vede zalesněným údolím s částečně zemědělsky využívanými terasovitými svahy severozápadně od osady Roš Curim. Pak se stáčí k severu, zprava přijímá vádí Nachal Revadim a východně od izraelské osady Gva'ot ústí nedaleko od jihozápadního okraje města Bejtar Ilit zleva do vádí Nachal Na'amanim.